# Enschede

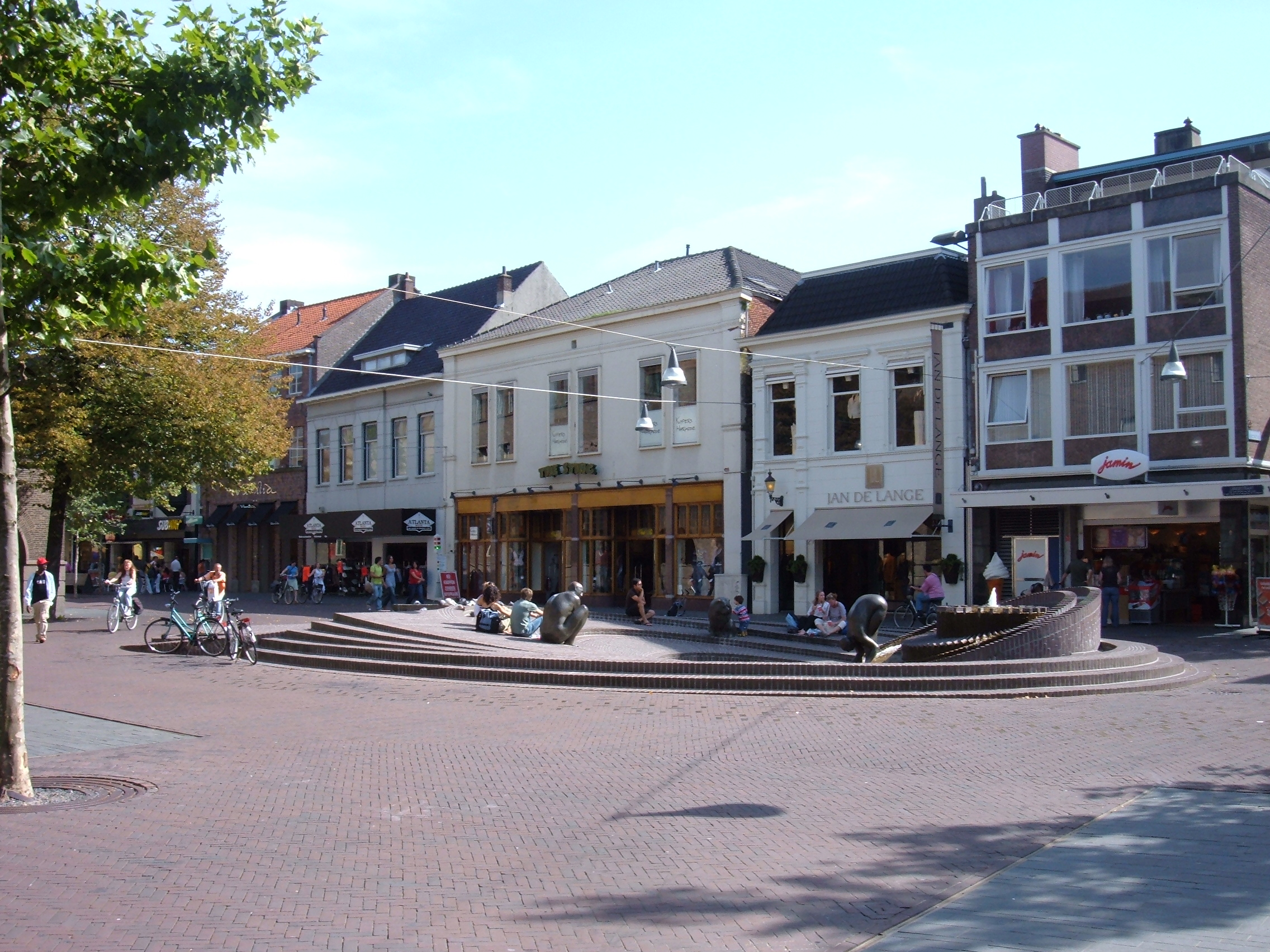
Ei van Ko – typischer Platz in Enschede

Enschede [ˈɛnsxəde:] (anhörenⓘ) (niedersächsisch Eanske) ist eine Großstadt und Gemeinde in der Provinz Overijssel im Osten der Niederlande mit 162.337 Einwohnern (Stand 1. Januar 2025). Insbesondere in den ländlichen Bereichen Enschedes sprechen viele Alteingesessene bis heute ihre westfälische Mundart des Niedersächsischen (Nedersaksische taal).

## Geographie
Die Stadt gehört zur Region Twente zwischen Hengelo und der Grenze zwischen Deutschland und den Niederlanden. Die östliche Nachbarstadt ist Gronau.

## Geschichte

### Mittelalter und Frühe Neuzeit
Enschede entwickelte sich im Frühmittelalter aus einer niederdeutschen Siedlung an der Handelsstraße zwischen Deventer und den östlichen Nachbarorten. Der Name Enschede geht wahrscheinlich auf das Niederdeutsche „An de Schede“, auf Hochdeutsch „an der Scheide“, zurück und deutete damit nach gängiger Theorie auf das angrenzende Moorgebiet, den Amtsvenn hin. Im Jahre 1325 erhielt Enschede offiziell die Stadtrechte durch den Utrechter Bischof Jan van Dienst verliehen.
Mit der Loslösung der niederländischen Provinzen vom Heiligen Römischen Reich infolge des 1648 geschlossenen Westfälischen Friedens entstand in der Nähe dieser Stadt eine neue Grenze, die sich mitten durch das niedersächsische Sprachgebiet zog und später als niederländisch-deutsche Grenze bezeichnet wurde.

### 19. und frühes 20. Jahrhundert
1862 wurde Enschede durch einen Großbrand nahezu völlig zerstört. Als sich kurz darauf der Engländer Thomas Ainsworth, Erfinder eines neuen Verfahrens für die Weberei, hier ansiedelte, entwickelte sich die Stadt zum bedeutendsten Standort der Textilindustrie in den Niederlanden, wovon auch die angrenzende Stadt Gronau nachhaltig profitierte. Die Region verfügte über traditionsgemäß erfahrene Fachkräfte in der Hausweberei, die für geringe Entlohnung arbeiteten. Die Rohstoffe für die Textilindustrie, unter anderem Baumwolle, wurden aus der damaligen Kolonie Niederländisch-Indien, dem heutigen Indonesien, eingeführt. Während der Blütezeit zählte Enschede 75 Textilfabriken.

### Zweiter Weltkrieg
Während des Zweiten Weltkriegs war Enschede aufgrund seiner grenznahen Lage eine der ersten niederländischen Städte, welche von der deutschen Wehrmacht eingenommen wurde. Unter dem Eindruck einer Razzia im September 1941, bei der 105 Juden aus Twente verhaftet und in das KZ Mauthausen verbracht wurden, brachte Leendert Overduin (1900–1976), ein Prediger der Gereformeerde Kerken in Hersteld Verband, einer kleinen reformierten Kirche, eine Gruppe von etwa 50 Judenrettern zusammen. Der Groep Overduin (niederländisch: Gruppe Overduin) gelang es, etwa 1000 Juden aus Twente vor ihrer Deportation und damit dem Holocaust zu bewahren, indem sie diese auf landwirtschaftlichen Betrieben der Umgebung versteckten oder weiter fortbrachten. So überlebten etwa 500 der rund 1300 Juden, die 1940 in Enschede lebten, die deutsche Besatzung. Die Gedenkstätte Yad Vashem zeichnete 1973 Leendert Overduin und andere Judenretter seiner Gruppe als Gerechte unter den Völkern aus.
Die meisten Widerstandskämpfer Enschedes fanden kurz vor der Befreiung der Stadt den Tod, als sie von einem mutmaßlich mit der deutschen Oberhoheit sympathisierenden Spion verraten wurden, der den Besatzern einen Kellerraum als geheimen Treffpunkt des Widerstandes nannte. Die Deutschen suchten daraufhin diesen Treffpunkt auf und warfen Granaten in den Kellerraum, wodurch die meisten der Anwesenden getötet wurden.
Enschede wurde von der Royal Air Force bzw. von der US Air Force 61 Mal bombardiert, teils weil Enschede irrtümlich für eine deutsche Stadt gehalten und unter anderem mit Münster verwechselt wurde (so beim Angriff am 22. Februar 1944 mit 40 Toten), teils starben Zivilisten als „Kollateralschäden“ bei Angriffen auf militärische Ziele und Industrieanlagen (so beim Angriff am 10. Oktober 1943 mit 151 Toten), der den von der Luftwaffe genutzten Flugplatz Twente hätte treffen sollen. Durch die Luftangriffe der Alliierten kamen in Enschede 356 Menschen ums Leben, die Stadt trug immense Kriegsschäden davon. Enschede wurde am 1. April 1945 durch britische Truppen befreit.

### Nachkriegszeit
Mit der Unabhängigkeit Indonesiens 1947 und wegen der ab etwa 1965 immer größer werdenden Konkurrenz aus Südostasien verschwand die Textilindustrie schließlich aus der Region. In der alten Janninksfabrik an der Haaksbergerstraat wurde ein Textilmuseum eingerichtet, in dem die alten Zeiten nachvollzogen werden können.
Aufgrund von Gemeindereformen gehören heute zur Gemeinde Enschede auch einige Dörfer der Umgebung: Boekelo, Glanerbrug, Lonneker und Usselo sowie die Bauerschaft Twekkelo. Die große Salzfabrik von Boekelo wurde 1952 ins nahe Hengelo umgesiedelt. In den 1990er Jahren gab es Überlegungen zum Zusammenschluss von Enschede mit Hengelo und Borne zu einer Gemeinde „Twentestad“. Ende 2001 schlossen die Gemeinderäte dieser drei Kommunen gemeinsam mit Almelo einen Kooperationsverbund unter dem Namen Netwerkstad Twente. Die Netwerkstad arbeitet wiederum mit Münster und Osnabrück im Städtedreieck MONT (Münster, Osnabrück, Netwerkstad Twente) zusammen.

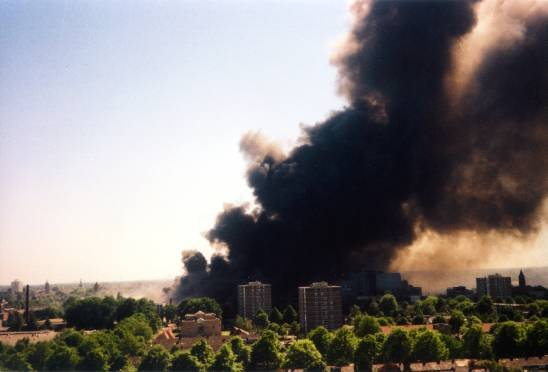
Brand und Explosionen in der Feuerwerksfabrik von Enschede im Mai 2000

Am 13. Mai 2000 zerstörte die Explosion der Feuerwerkskörperfabrik S.E. Fireworks einen Großteil des Stadtteils Roombeek; 23 Menschen verloren bei der Katastrophe ihr Leben, darunter vier Feuerwehrleute.

## Wirtschaft und Infrastruktur

### Verkehr

#### Straßenverkehr
Die Stadt an der A 35/N 35, einer Abzweigung der niederländischen A 1 (BAB 30) (Autobahn Amsterdam–Hengelo–Osnabrück–Berlin) liegt etwa 65 Kilometer nordwestlich von Münster und ca. 80 km westlich von Osnabrück. Von Enschede führen der N 18 nach Doetinchem und die B 54 nach Münster.

#### Eisenbahnverkehr

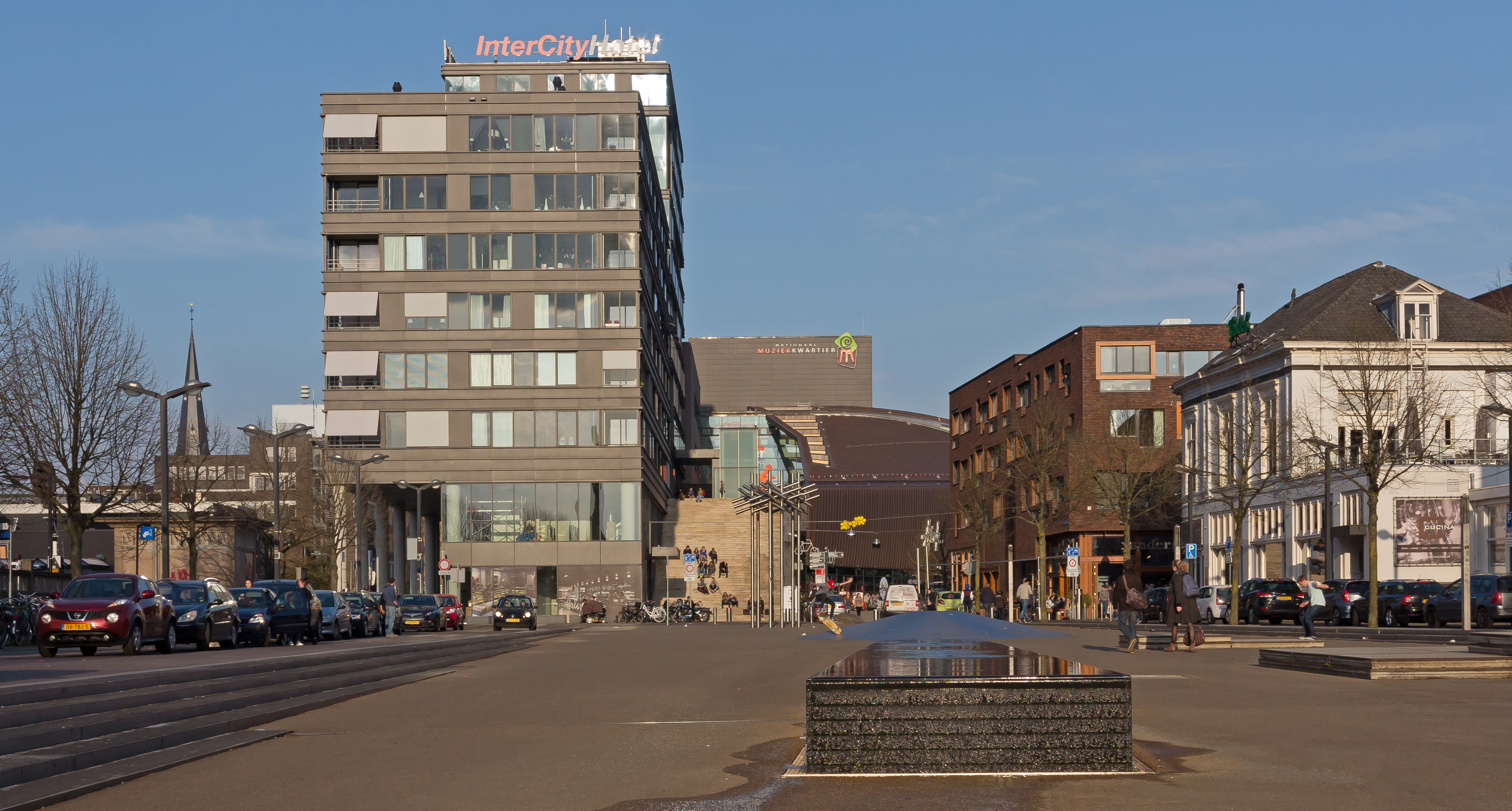
Enschede, der Bahnhofsplatz

Im Bahnhof Enschede beginnen IC-Züge nach Amersfoort–Amsterdam/Rotterdam/Den Haag sowie Nahverkehrsleistungen mit dem Sprinter nach Almelo–Zwolle–Deventer und nach Apeldoorn. Letztere bedienen auch den westlich am Stadion Grolsch Veste/Universität Twente gelegenen Haltepunkt Enschede Kennispark. Die DB Regio (RB64) Enschede–Gronau–Münster fährt täglich im Stundentakt; durch das Münsterland verkehrt in gleichem Rhythmus auch die Westmünsterlandbahn (RB51) über Gronau, Coesfeld, Dülmen und Lünen nach Dortmund, so dass tagsüber zwischen Enschede und Gronau ein halbstündliches Zugangebot besteht. Hier liegen auch die Haltepunkte De Eschmarke und Glanerbrug. In Enschede muss in jedem Fall umgestiegen werden, durchgehende Verbindungen sind an diesem Grenzbahnhof baulich nicht (mehr) möglich.
Die Strecke Ahaus–Alstätte–Enschede Süd wurde auf niederländischer Seite 1971 abgebaut.
In den Zügen werden zwischen Gronau und Enschede der regionale Westfalentarif, der NRW-Tarif (Schöner Tag Ticket NRW sowie Schöne Fahrt NRW), das Quer-durchs-Land-Ticket, die Freifahrt für Schwerbehinderte, das Semesterticket NRW und das Deutschlandticket anerkannt. Der Tarif der Nederlandse Spoorwegen gilt ebenso zwischen Glanerbrug und Enschede.
Vom Stadtteil Glanerbrug nach Losser verlief die eingestellte Bahnstrecke Glanerbrug–Losser.

#### Busverkehr
Der Busverkehr in Enschede wird von einem dichten Stadtbusnetz erschlossen, das das Unternehmen Keolis Nederland betreibt. Regionalbusse fahren im dichten Taktverkehr in alle umliegenden Städte.

#### Flugverkehr
Nördlich von Enschede befindet sich der kleine Flughafen Enschede Airport Twente.

### Ansässige Unternehmen
Enschede ist Sitz der Brauerei Grolsch, des Reifenherstellers Vredestein, des Sofortbildfilmherstellers Polaroid B.V., sowie des Jazz-Label Criss Cross Jazz. In Enschede sind zudem gegenwärtig mehrere grenzüberschreitend aktive IT-Unternehmen angesiedelt (u. a. Rechenzentrum von Equinix), aber auch handwerkliche Siebdruckereien. In Enschede befindet sich ferner der Redaktionssitz der regionalen Tageszeitung De Twentsche Courant Tubantia sowie eine Spielbankfiliale des Holland Casino (Casino Enschede).
Aktuell ist das Projekt New Dish Hotel Tower in Planung, welches mit einer Höhe von ca. 130 m das höchste Gebäude der Stadt werden soll.

### Märkte
- Enschede Innenstadt, H.J. van Heekplein, jeden Dienstag und Samstag von 8 bis 17 Uhr.

## Bildung
Enschede ist Standort verschiedener Hochschulen. Neben der auf Technik ausgerichteten Universität Twente sind zu nennen:
- Saxion Universities (Fachhochschule)
- ArtEZ Academie voor Art & Design Enschede (AKI, Akademie für Kunst und Industrie)
- ArtEZ Conservatorium Enschede
- Volksuniversität
- Internationales Institut für Geo-Information, Wissenschaft und Erdbeobachtung (Sektion des International Training Center)

Von den etwa 44.000 Studierenden in der Stadt kommen wegen der Grenznähe viele aus dem westfälischen Münsterland, aus dem Emsland und der Grafschaft Bentheim.
In Enschede befindet sich ferner ein Standort der Niederländischen Organisation für Angewandte Naturwissenschaftliche Forschung.

## Sehenswürdigkeiten, Kultur, Erholung

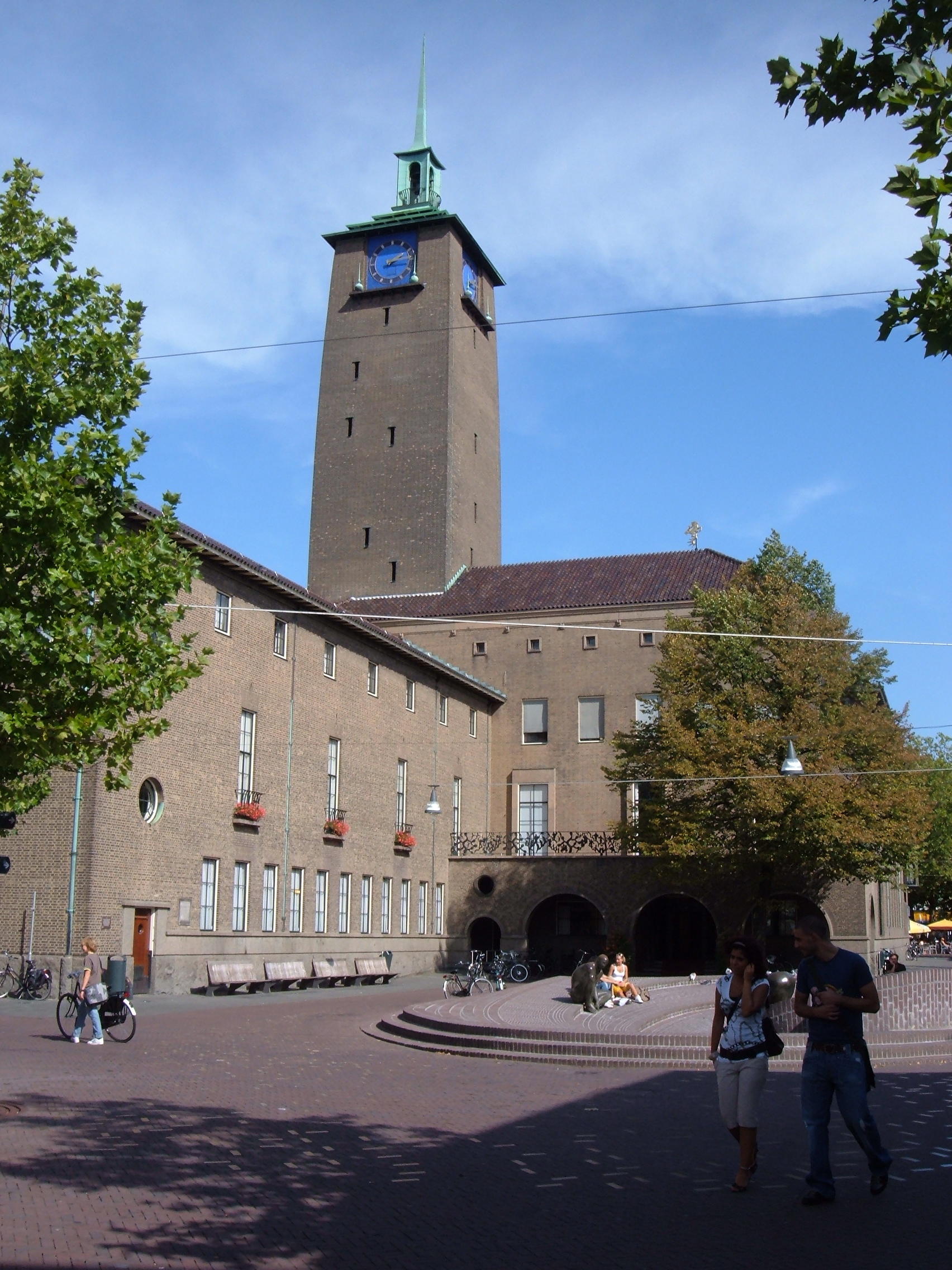
Rathaus von Enschede

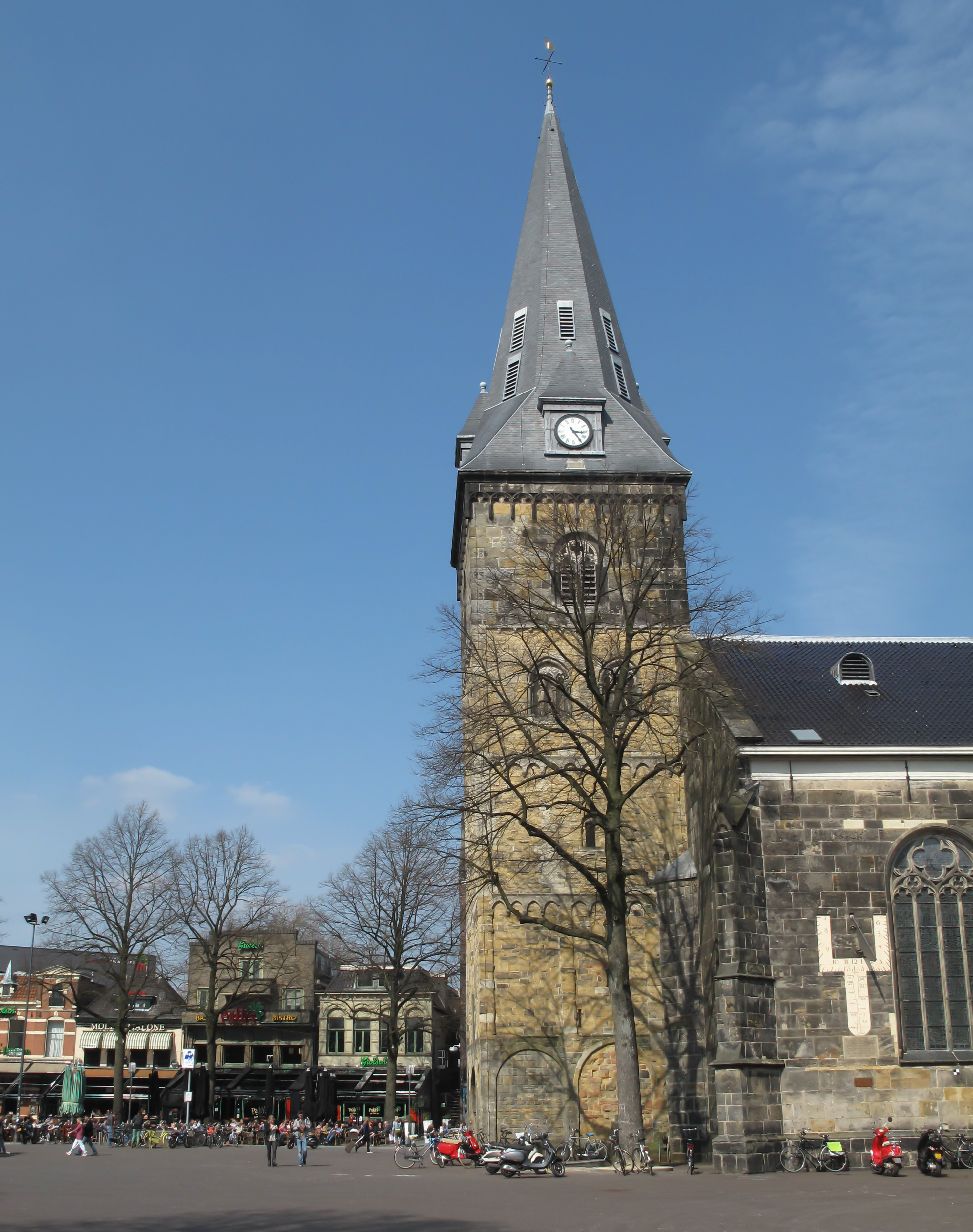
Kirche: de Grote Kerk

- Rijksmuseum Twenthe, nördlich des Hauptbahnhofs, mit vielen Gemälden aus der Periode von 1550 bis heute
- das Stadtmuseum  Twentse Welle, ein Ankerpunkt der Europäischen Route der Industriekultur (ERIH). Es zeigt die Geschichte der Stadt und deren Umgebung, so wie die Entwicklung der Textilindustrie der Gegend. Aus dem ehemaligen Jannink-Werk wurden funktionstüchtige Maschinen und andere Erinnerungen an diesen Erwerbszweig mitgenommen. Das Museum steht nordwestlich des Rijksmuseum Twenthe im nach der Feuerwerkkatastrophe vom Jahr 2000 neu gestalteten Viertel Roombeek
- die vom bekannten Architekten Karel P.C. de Bazel entworfene, 1928 erbaute und 2004 restaurierte Synagoge
- die Jacobuskirche mit ihrer Kuppel, die an eine russisch-orthodoxe Kirche erinnert
- die syrisch-orthodoxe Kirche Mor Kuryakos (Wesselerbrinklaan 110; wurde 1998 erbaut)
- die syrisch-orthodoxe Kirche Mor Yakub van Sarugh (M. H. Tromplaan 50)
- die syrisch-orthodoxe Kirche Mor Petrus en Paulus (Het Leunenberg 588)
- die 1893/1894 im neogotischen Stil erbaute Sint-Jozefkerk,[11] die aufgrund ihrer reichen, kunstgeschichtlich bedeutenden Ausmalung und Ausstattung unter Denkmalschutz steht[12]
- das von Gijsbert Friedhoff 1932 entworfene Rathaus
- der vielbesuchte Markt am Samstag und Dienstag, der auch viele Deutsche anzieht, am Van-Heek-Platz im Südosten der Innenstadt
- Het Volkspark, der älteste Volkspark der Niederlande, 1872 angelegter Stadtpark in der Nähe des Zentrums,
- die in Enschede ansässige „Nationale Reise-Oper“ (Nationale Reisopera) und das landesweit bekannte „Orchester des Ostens“ (Orkest van het Oosten) bespielen das neue Stadttheater Muziekkwartier (Musikviertel) mit Theater, Konzerthalle usw. östlich des Bahnhofs
- der Profi-Fußballverein FC Twente trägt seine Heimspiele im Stadion De Grolsch Veste westlich der Stadt aus. Das Stadion liegt bei der Universität Twente und hat einen eigenen Bahnhof.
- seit 2008 hat die Stadt eine Eishalle, wo u. a. Eisschnelllauf betrieben werden kann
- die waldreiche Umgebung der Stadt ist auch für Radtouren geeignet.

## Deutsch-niederländische Musikgeschichte
Charakteristisch für die Musikkultur von Enschede (und Gronau) war bis 1945 (und zum Teil bis in die 1960er Jahre hinein) die deutsch-niederländische Verbindung, die sich aus der historischen Zusammenarbeit im Grenzraum und der im 19. und 20. Jahrhundert prägenden Textilindustrie ergab. Vor allem in der Umbruchszeit nach dem Ersten Weltkrieg entwickelte sich in Gronau und Enschede eine enge und erfolgreiche deutsch-niederländische Kultur-Kooperation, die sich über Streichquartette, Salonorchester und Hotdance-Kapellen bis hin zu Sinfonieorchestern und einer Operettengesellschaft mit eigenen Uraufführungen steigerte. Das heutige Orkest van het Oosten erhielt Impulse aus dieser Musikszene; die Reisopera hatte in der 1935 gegründeten Enschedesch Opera en Operette Gezelschap einen Vorläufer. Zugleich fand der Jazz ab 1920 Anhänger. Noch heute bietet die Nachbarstadt Gronau ein kulturelles Spektrum und ist wegen der ungewöhnlich dichten Laienmusikvereinslandschaft sogar für wissenschaftliche Untersuchungen relevant. Enschede entwickelt sich mit dem Neubau seines „Muziekkwartiers“ zu der Musikstadt im Osten der Niederlande.

## Politik
Die Lokalpartei Burgerbelangen Enschede holte bei der Kommunalwahl im Jahr 2022 rund ein Fünftel aller Stimmen und konnte damit ihren Wahlsieg aus dem Jahr 2018 verteidigen.

### Gemeinderat
- SP: 2
- BIJ1: 0
- PvdD: 1
- PvdA: 4
- GL: 4
- D66: 3
- Volt: 2
- BE: 10
- EA: 1
- VVD: 4
- CDA: 3
- CU: 2
- DENK: 0
- JA21: 0
- FvD: 1
- PVV: 2

Der Gemeinderat von Enschede formiert sich seit 1982 wie folgt:
| Partei                         | Sitze a | Sitze a | Sitze a | Sitze a | Sitze a | Sitze a | Sitze a | Sitze a | Sitze a | Sitze a | Sitze a |
| Partei                         | 1982    | 1986    | 1990    | 1994    | 1998    | 2002    | 2006    | 2010    | 2014    | 2018    | 2022    |
| ------------------------------ | ------- | ------- | ------- | ------- | ------- | ------- | ------- | ------- | ------- | ------- | ------- |
| Burgerbelangen Enschede b      | –       | –       | –       | 3       | 1       | 3       | 3       | 4       | 5       | 7       | 10      |
| VVD                            | 9       | 6       | 5       | 5       | 8       | 7       | 6       | 6       | 4       | 4       | 4       |
| PvdA                           | 15      | 20      | 14      | 10      | 12      | 10      | 15      | 9       | 5       | 4       | 4       |
| GroenLinks                     | –       | –       | 3       | 3       | 3       | 3       | 3       | 3       | 3       | 4       | 4       |
| D66                            | 2       | 1       | 4       | 5       | 2       | 1       | 1       | 6       | 7       | 5       | 3       |
| CDA                            | 10      | 10      | 11      | 8       | 7       | 8       | 6       | 5       | 5       | 4       | 3       |
| ChristenUnie                   | –       | –       | –       | –       | –       | 3       | 2       | 2       | 3       | 2       | 2       |
| Volt                           | –       | –       | –       | –       | –       | –       | –       | –       | –       | –       | 2       |
| PVV                            | –       | –       | –       | –       | –       | –       | –       | –       | –       | 3       | 2       |
| SP                             | 0       | 0       | –       | 1       | 2       | –       | 3       | 3       | 5       | 3       | 2       |
| EnschedeAnders                 | –       | –       | –       | –       | –       | –       | –       | –       | 1       | 1       | 1       |
| FvD                            | –       | –       | –       | –       | –       | –       | –       | –       | –       | –       | 1       |
| PvdD                           | –       | –       | –       | –       | –       | –       | –       | –       | –       | –       | 1       |
| Democratisch Platform Enschede | –       | –       | –       | –       | –       | –       | –       | –       | –       | 1       | 0       |
| DENK                           | –       | –       | –       | –       | –       | –       | –       | –       | –       | 1       | –       |
| Ouderen Politiek Actief        | –       | –       | –       | –       | –       | –       | –       | –       | 1       | 0       | –       |
| Stadspartij                    | –       | –       | –       | –       | 1       | 4       | 0       | –       | 0       | –       | –       |
| Enschede Solidair              | –       | –       | –       | –       | –       | –       | –       | 1       | 0       | –       | –       |
| GPV                            | 1       | 1       | 2       | 2       | 2       | –       | –       | –       | –       | –       | –       |
| Algemeen Ouderen Verbond       | –       | –       | –       | –       | 1       | –       | –       | –       | –       | –       | –       |
| Unie 55+                       | –       | –       | –       | –       | 1       | –       | –       | –       | –       | –       | –       |
| Lijst Van Loenen               | –       | –       | –       | 1       | –       | –       | –       | –       | –       | –       | –       |
| Centrum Democraten             | –       | –       | –       | 1       | –       | –       | –       | –       | –       | –       | –       |
| Links Enschede c               | –       | 1       | –       | –       | –       | –       | –       | –       | –       | –       | –       |
| CPN c                          | 1       | –       | –       | –       | –       | –       | –       | –       | –       | –       | –       |
| PPR c                          | 1       | –       | –       | –       | –       | –       | –       | –       | –       | –       | –       |
| Gesamt                         | 39      | 39      | 39      | 39      | 39      | 39      | 39      | 39      | 39      | 39      | 39      |

Anmerkungen

### Städtepartnerschaften
Enschede listet folgende drei Partnerstädte auf:
| Stadt     | Land                | seit |
| --------- | ------------------- | ---- |
| Dalian    | Volksrepublik China | 2009 |
| Münster   | Deutschland         | 2020 |
| Palo Alto | Vereinigte Staaten  | 1980 |

## Persönlichkeiten
Söhne und Töchter der Stadt:
- Bertha Jordaan-van Heek (1876–1960), Malerin
- Francisco Beckmann (1883–1963), Ordensgeistlicher, Erzbischof von Panama
- Gerrit Jannink (1904–1975), Hockeyspieler
- Annie van Ommeren-Averink (1913–1991), Widerstandskämpferin, Politikerin
- Hennie Quentemeijer (1920–1974), Europameister im Boxen
- Bernard Bartelink (1929–2014), Komponist und Organist
- Siem Wellinga (1931–2016), Fußballschiedsrichter
- Hilmar Selle (1933–2007), deutscher Politiker
- Henk Kronenberg (1934–2020), katholischer Ordensgeistlicher, Bischof von Bougainville
- Willem Wilmink (1936–2003), Autor, Dichter und Sänger
- Jan Cremer (1940–2024), Schriftsteller, Maler und Grafiker
- Marinus Werger (* 1944), Botaniker
- Edo Buma (* 1946), Hockeyspieler
- Tino Tabak (* 1946), neuseeländischer Radrennfahrer
- Jan Jeuring (* 1947), Fußballspieler
- Jasper van’t Hof (* 1947), Jazz-Pianist und Keyboarder
- Hans Theessink (* 1948), Blues-Gitarrist, Sänger und Songschreiber
- Herman van Ulzen (* 1948), Schauspieler
- Jan Joost Assendorp (* 1949), prähistorischer Archäologe
- Bert Doorn (* 1949), Jurist und Politiker
- Jaap Uilenberg (* 1950), Fußballschiedsrichter
- Henny Thijssen (* 1952), Sänger, Songwriter und Komponist
- Paul Polman (* 1956), Manager
- Wilma Landkroon (* 1957), Sängerin
- Ellen Verbeek (* 1958), Journalistin
- Mark Wotte (* 1960), Fußballspieler und -trainer
- Herman Johan Selderhuis (* 1961), reformierter Theologe und Kirchenhistoriker
- Rob Hollink (* 1962), Pokerspieler
- Eric Groeleken (* 1966), Fußballspieler
- Waldemar Kamer (* 1966), deutsch-niederländischer Journalist, Regisseur, Schauspieler und Schriftsteller
- Patrick Mameli (* 1966), Musiker
- Rob Reekers (* 1966), Fußballspieler und -trainer
- Noor Holsboer (* 1967), Hockeyspieler
- Tord Boontje (* 1968), Designer
- Gert Goolkate (* 1970), Fußballspieler
- Jeroen Heubach (* 1974), Fußballspieler
- Jente Posthuma (* 1974), Schriftstellerin
- Sander Westerveld (* 1974), Fußballtorhüter
- Maarten J. M. Christenhusz (* 1976), Botaniker, Naturhistoriker und Pflanzenfotograf
- Linda Voortman (* 1979), Politikerin
- Bracha van Doesburgh (* 1981), Schauspielerin und Modedesignerin
- Tim Gilissen (* 1982), Fußballspieler
- Ruud ter Heide (* 1982), Fußballspieler
- Rianne Guichelaar (* 1983), Wasserballspielerin
- Remko Pasveer (* 1983), Fußballtorhüter
- Karim El Ahmadi (* 1985), Fußballspieler
- Floris van Assendelft (* 1985), Schachspieler
- Rania Zeriri (* 1986), Sängerin
- Nino Beukert (* 1988), Fußballspieler
- Jorien ter Mors (* 1989), Shorttrackerin und Eisschnellläuferin; Eisschnelllauf-Gold über 1500 m Sotschi 2014
- Leon van Dijk (* 1992), Fußballspieler
- Justin Eleveld (* 1992), Tennisspieler
- Renze Fij (* 1992), Fußballtorhüter
- Andrej Mrkela (* 1992), Fußballspieler
- Bob Schepers (* 1992), Fußballspieler
- Steffan Winkelhorst (* 1992), Skirennläufer
- Deniz Türüç (* 1993), Fußballspieler
- Marissa Damink (* 1995), Mittelstreckenläuferin
- Larry ten Voorde (* 1996), Autorennfahrer
- Justin Hoogma (* 1998), Fußballspieler
- Ella Peddemors (* 2002), Fußballspielerin
- İlkan Sever (* 2004), Fußballspieler